# Uakari czarnogłowy
Uakari czarnogłowy (Cacajao melanocephalus) – gatunek ssaka naczelnego z podrodziny saki (Pitheciinae) w obrębie rodziny sakowatych (Pitheciidae).

## Taksonomia
Gatunek po raz pierwszy zgodnie z zasadami nazewnictwa binominalnego opisał w 1812 roku niemiecki przyrodnik Alexander von Humboldt, nadając mu nazwę Simia melanocephala. Miejsce typowe według oryginalnego opisu to „lasy, przez które przepływają rzeki Cassiquiare i Rio Negro”, ograniczone w 1987 roku Philipa Hershkovitza do północnego brzegu rzeki Japurá u zbiegu z rzeką Solimões. 
Gatunek ten był wcześniej znany jako C. ouakary, przy założeniu, że C. melanocephalus jest formą z północnego obszaru rzeki Rio Negro. Uakari czarnogłowy z północnego obszaru rzeki Rio Negro został opisany nową nazwą C. hosomi. Ten układ taksonomiczny nie został powszechnie zaakceptowany, a niektóre autorytety zachowują nazwę C. ouakary dla tego gatunku i C. melanocephalus dla C. hosomi (w tym C. ayresi jako podgatunek). 
Autorzy Illustrated Checklist of the Mammals of the World uznają ten takson za gatunek monotypowy.

### Etymologia
- Cacajao: port. cacajão „uakari”, od tupi cacajao – lokalnej nazwy uakari czarnogłowego w niektórych częściach Brazylii i Wenezueli[11].
- melanocephalus: gr. μελας melas, μελανος melanos „czarny”; -κεφαλος -kephalos „-głowy”, od κεφαλη kephalē „głowa”[12].

## Zasięg występowania
Uakari czarnogłowy występuje w południowej Wenezueli (na zachód od rzeki Casiquiare), południowo-wschodniej Kolumbii (od Serranía de la Macarena na zachodzie, na wschód do międzyrzecza Guayabero-Guaviare i dolnego biegu rzeki Apaporis oraz na południe do rzeki Japurá) oraz w północno-zachodniej Brazylii (na południe od rzeki Rio Negro, na wschód do zbiegu z rzeką Solimões i na południe do Japurá).

## Morfologia
Długość ciała (bez ogona) samic 30–56 cm, samców 40–50 cm, długość ogona samic i samców 13–21 cm; masa ciała 1,9–4,5 kg.

## Ekologia
Zasiedla zwłaszcza lasy okresowo zalewane, większość czasu spędzając w koronach drzew. W okresach, gdy dno lasów nie jest zalane, schodzi, by żywić się kiełkującą roślinnością. Nie stwierdza się go w lasach wtórnych.
Uakari czarnogłowy żyje w grupach liczących do 100 osobników, jednak zwykle liczą one tylko od 5 do 40 zwierząt. W czasie niedostatku owoców maleją one i spotyka się 1–10 małp. Prawdopodobnie więc liczebność grupy skorelowana jest z dostępnością pokarmu.
Spożywa głównie owoce, w tym miąższ, ale także liście i drobne stawonogi.

## Status zagrożenia
W Czerwonej księdze gatunków zagrożonych Międzynarodowej Unii Ochrony Przyrody (IUCN) uakari czarnogłowy został zaliczony do kategorii LC (ang. least concern ‘najmniejszej troski’). Nie istnieją precyzyjne dane dotyczące liczebności gatunku. Populacja wydaje się jednak stabilna.
Główne zagrożenia to strata środowiska przez rolnictwo i osadnictwo w części obszaru występowania, a także polowania dla zdobycia mięsa lub przynęty, co okazjonalnie zdarza się w Brazylii. Potencjalne zagrożenie to także zmiana klimatu, która może uszczuplić obszar specyficznych lasów zajmowanych przez te małpy. Poza tym duża część gatunków roślin spożywanych przez te ssaki znajduje zastosowanie w przemyśle.